# Aïda Sellam
Aïda Sellam, née le 13 septembre 1977, est une athlète tunisienne, spécialiste du lancer du javelot. 

## Biographie
Elle remporte le titre du lancer du javelot lors des championnats d'Afrique d'athlétisme 2000 et 2002, et s'adjuge la médaille d'argent en 2004. En 2003, elle remporte la médaille d'or des Jeux africains après avoir décroché l'argent quatre ans plus tôt.
Elle détient le record de Tunisie du lancer du javelot avec 60,87 m, établi le 23 juin 2004 à Tunis.

## Palmarès
| Date | Compétition            | Lieu         | Résultat | Marque  |
| ---- | ---------------------- | ------------ | -------- | ------- |
| 1999 | Jeux africains         | Johannesburg | 2e       | 48,91 m |
| 2000 | Championnats d'Afrique | Alger        | 1re      | 53,35 m |
| 2002 | Championnats d'Afrique | Radès        | 1re      | 55,46 m |
| 2003 | Jeux africains         | Abuja        | 1re      | 54,58 m |
| 2004 | Championnats d'Afrique | Brazzaville  | 2e       | 54,98 m |
| 2004 | Jeux panarabes         | Alger        | 1re      | 58,64 m |
| 2007 | Championnats panarabes | Amman        | 2e       | 44,60 m |

## Records
| Épreuve           | Performance | Lieu  | Date         |
| ----------------- | ----------- | ----- | ------------ |
| Lancer du javelot | 60,87 m     | Tunis | 23 juin 2004 |